# サドガエル
サドガエル (Glandirana susurra) は、両生綱無尾目アカガエル科ツチガエル属に分類されるカエル。

## 分布
日本（佐渡島中部）固有種
模式標本の産地（基準産地・タイプ産地・模式産地）は、秋津（佐渡市）。佐渡島北端および南部に分布するツチガエルとは、同所的に分布しない。

## 形態
体長3.3 - 4.42センチメートル、メス3.81 - 4.96センチメートル。皮膚の表面の疣や隆起は不明瞭。下顎に斑紋がほとんど入らない。喉は平滑で、顆粒がない。鳴嚢がない。胸部より後方の胴体および後肢腹面は、濃黄色。
染色体数2n = 26。

## 分類
飼育下のツチガエルとの交配実験では、雑種致死や精子形成異常が生じた。
ミトコンドリアDNAの分子系統解析では、ツチガエルの関東から近畿に分布するグループと近縁と推定されている。

## 生態
種小名susurraは「囁く」の意で、同所的に分布する他種に対して鳴き声が小さいことに由来する。
繁殖様式は卵生。5 - 8月に水田などで約710個の卵を産む。幼生のまま越冬し、翌年に変態して幼体になる。

## 人間との関係
分布が限定的で、幼生の期間が長いことから中干しや乾田化・近代農法・圃場整備などによる影響、人為的に移入されたウシガエルによる影響（国仲平野では本種がウシガエルがいない水深の浅い環境でのみ見られるため）が懸念されている。
絶滅危惧IB類 (EN)（環境省レッドリスト）